# Рудник Кап-Бокаж
Рудник Кап-Бокаж — гірничодобувний майданчик у Меланезії на острові Нова Каледонія (заморське володіння Франції).
Розробка нікелевих покладів у Кап-Бокаж (також відомий як район Монео) веде з 1969 року Société des Mines de Cap Bocage, яка є дочірньою компанією Société des Mines de la Tontouta (SMT), що в свою чергу відноситься до Groupe Ballande (також має на Новій Каледонії рудники Накеті, Богота та Каала).
Розробка ведеться відкритим способом. Продукція відправляється на експорт, при цьому певний час головним споживачем руди виступав металургійний майданчик у австралійському Таунсвіллі (закуповував новокаледонську руду з кінця 1980-х до свого закриття у 2016-му).
У січні 2008-го на тлі сильних дощів відбувся скид до прилеглої морської акваторії накопиченого копальнею шламу, що викликало численні скарги місцевих мешканців на шкоду завдану рибальству.
Відомо, що в 2021 році видобуток рудника становив 423 тисячі тонн.